# Svjetsko prvenstvo u plivanju 2007.
Svjetsko prvenstvo u plivanju 2007. odražano je od 17. ožujka do 1. travnja 2007. godine u australskom gradu Melbourneu kao jedan od dijelova XII. svjetskog prvenstva u vodenim sportovima.

## Pojedinačna natjecanja

### Slobodni stil

#### 50 m slobodno
| Mjesto | Država     | Plivač                    | Vrijeme |
| ------ | ---------- | ------------------------- | ------- |
| 1.     | SAD        | Benjamin Wildman-Tobriner | 21,88   |
| 2.     | SAD        | Cullen Jones              | 21,94   |
| 3.     | Švedska    | Stefan Nystrand           | 21,97   |
| 4.     | Poljska    | Bartosz Kizierowski       | 22,00   |
| 5      | Australija | Eamon Sullivan            | 22,05   |
| 6.     | Brazil     | Cesar Cielo Filho         | 22,12   |
| 7.     | JAR        | Roland Schoeman           | 22,16   |
| 8.     | Kanada     | Brent Hayden              | 22,28   |

| Mjesto | Država     | Plivačica         | Vrijeme |
| ------ | ---------- | ----------------- | ------- |
| 1.     | Australija | Lisbeth Lenton    | 24,53   |
| 2.     | Švedska    | Therese Alshammar | 24,62   |
| 3.     | Nizozemska | Marleen Veldhuis  | 24,70   |
| 4.     | Njemačka   | Britta Steffen    | 24,79   |
| 5      | SAD        | Kara Lynn Joyce   | 24,83   |
| 6.     | Australija | Jodie Henry       | 24,96   |
| 7.     | Francuska  | Malia Metella     | 25,02   |
| 8.     | SAD        | Natalie Coughlin  | 25,31   |

#### 100 m slobodno
| Mjesto | Država         | Plivač                       | Vrijeme |
| ------ | -------------- | ---------------------------- | ------- |
| 1      | Italija Kanada | Filippo Magnini Brent Hayden | 48,43   |
| 3.     | Australija     | Eamon Sullivan               | 48,47   |
| 4.     | Brazil         | Cesar Cielo Filho            | 48,51   |
| 5      | SAD            | Jason Lezak                  | 48,52   |
| 6.     | Nizozemska     | Pieter van den Hoogenband    | 48,63   |
| 7.     | JAR            | Roland Schoeman              | 48,72   |
| 8.     | JAR            | Ryk Neethling                | 48,81   |

| Mjesto | Država     | Plivačica         | Vrijeme (s) |
| ------ | ---------- | ----------------- | ----------- |
| 1.     | Australija | Lisbeth Lenton    | 53,40 (CR=) |
| 2.     | Nizozemska | Marleen Veldhuis  | 53,70       |
| 3.     | Njemačka   | Britta Steffen    | 53,74       |
| 4.     | SAD        | Natalie Coughlin  | 53,87       |
| 5      | Kanada     | Erica Morningstar | 54,10       |
| 6.     | Australija | Jodie Henry       | 54,21       |
| 7.     | Švedska    | Josefin Lillhage  | 54,67       |
| 8.     | Francuska  | Malia Metella     | 54,77       |

#### 200 m slobodno
| Mjesto | Država       | Plivač                    | Vrijeme (min) |
| ------ | ------------ | ------------------------- | ------------- |
| 1.     | SAD          | Michael Phelps            | 1:43,86 (WR)  |
| 2.     | Nizozemska   | Pieter van den Hoogenband | 1:46,28       |
| 3.     | Južna Koreja | Tae-Hwan Park             | 1:46,73       |
| 4.     | Australija   | Kenrick Monk              | 1:47,12       |
| 5      | Italija      | Massimiliano Rosolino     | 1:47,18       |
| 6.     | NR Kina      | Zhang Lin                 | 1:47,53       |
| 7.     | Njemačka     | Paul Biedermann           | 1:48,09       |
| 8.     | Italija      | Nicola Cassio             | 1:49,13       |

| Mjesto | Država                 | Plivačica           | Vrijeme (min) |
| ------ | ---------------------- | ------------------- | ------------- |
| 1.     | Francuska              | Laure Manaudou      | 1:55,52 (WR)  |
| 2.     | Njemačka               | Annika Lurz         | 1:55,68       |
| 3.     | Italija                | Federica Pellegrini | 1:56,97       |
| 4.     | SAD                    | Katie Hoff          | 1:57,09       |
| 5      | Švedska                | Josefin Lillhage    | 1:57,90       |
| 6.     | SAD                    | Dana Vollmer        | 1:58,30       |
| 7.     | Ujedinjeno Kraljevstvo | Caitlin McClatchey  | 1:59,28       |
| 8.     | Poljska                | Otylia Jędrzejczak  | 2:01,53       |

#### 400 m slobodno
| Mjesto | Država       | Plivač               | Vrijeme |
| ------ | ------------ | -------------------- | ------- |
| 1.     | Južna Koreja | Tae-Hwan Park        | 3:44,30 |
| 2.     | Australija   | Grant Hackett        | 3:45,43 |
| 3.     | Rusija       | Juri Prilukow        | 3:45,47 |
| 4.     | SAD          | Peter Vanderkaay     | 3:46,36 |
| 5      | Italija      | Federico Colbertaldo | 3:48,01 |
| 6.     | Australija   | Craig Stevens        | 3:48,26 |
| 7.     | Ukrajina     | Serhij Fessenko      | 3:48,49 |
|        | Tunis        | Oussama Mellouli     | DSQ     |

| Mjesto | Država                 | Plivačica           | Vrijeme (min) |
| ------ | ---------------------- | ------------------- | ------------- |
| 1.     | Francuska              | Laure Manaudou      | 4:02,61 (CR)  |
| 2.     | Poljska                | Otylia Jędrzejczak  | 4:04,23       |
| 3.     | Japan                  | Ai Shibata          | 4:05,19       |
| 4.     | SAD                    | Katie Hoff          | 4:05,65       |
| 5      | Italija                | Federica Pellegrini | 4:05,79       |
| 6.     | SAD                    | Kate Ziegler        | 4:06,99       |
| 7.     | Ujedinjeno Kraljevstvo | Joanne Jackson      | 4:07,42       |
| 8.     | Australija             | Linda MacKenzie     | 4:07,64       |

#### 800 m slobodno
| Mjesto | Država     | Plivač               | Vrijeme (min) |
| ------ | ---------- | -------------------- | ------------- |
| 1.     | Poljska    | Przemysław Stańczyk  | 7:47,91       |
| 2.     | Australija | Craig Stevens        | 7:48,67       |
| 3.     | Italija    | Federico Colbertaldo | 7:49,98       |
| 4.     | Francuska  | Sébastien Rouault    | 7:52,04       |
| 5      | Ukrajina   | Serhij Fessenko      | 7:53,43       |
| 6.     | Australija | Grant Hackett        | 7:55,39       |
| 7.     | Kanada     | Ryan Cochrane        | 7:56,56       |
|        | Tunis      | Oussama Mellouli     | DSQ           |

| Mjesto | Država     | Plivačica               | Vrijeme (min) |
| ------ | ---------- | ----------------------- | ------------- |
| 1.     | SAD        | Kate Ziegler            | 8:18,52 (CR)  |
| 2.     | Francuska  | Laure Manaudou          | 8:18,80       |
| 3.     | SAD        | Hayley Peirsol          | 8:26,41       |
| 4.     | Španjolska | Erika Villaécija García | 8:27,59       |
| 5      | Francuska  | Sophie Huber            | 8:28,23       |
| 6.     | Japan      | Ai Shibata              | 8:31,73       |
| 7.     | JAR        | Wendy Trott             | 8:32,60       |
| 8.     | Australija | Kylie Palmer            | 8:34,96       |

#### 1500 m slobodno
| Mjesto | Država                 | Plivač               | Vrijeme (min) |
| ------ | ---------------------- | -------------------- | ------------- |
| 1.     | Poljska                | Mateusz Sawrymowicz  | 14:45,94      |
| 2.     | Rusija                 | Juri Prilukow        | 14:47,29      |
| 3.     | Ujedinjeno Kraljevstvo | David Davies         | 14:51,21      |
| 4.     | SAD                    | Larsen Jensen        | 14:52,98      |
| 5      | Italija                | Federico Colbertaldo | 14:56,22      |
| 6.     | Australija             | Craig Stevens        | 14:59,11      |
| 7.     | Australija             | Grant Hackett        | 14:59,59      |
| 8.     | SAD                    | Erik Vendt           | 15:07,76      |

| Mjesto | Država     | Plivač                  | Vrijeme (min) |
| ------ | ---------- | ----------------------- | ------------- |
| 1.     | SAD        | Kate Ziegler            | 15:53,05 (CR) |
| 2.     | Švicarska  | Flavia Rigamonti        | 15:55,38      |
| 3.     | Japan      | Ai Shibata              | 15:58,55      |
| 4.     | Španjolska | Erika Villaécija García | 16:05,83      |
| 5      | SAD        | Hayley Peirsol          | 16:12,84      |
| 6.     | Danska     | Lotte Friis             | 16:20,82      |
| 7.     | Čile       | Kristel Kobrich Schimpl | 16:27,13      |
| 8.     | Francuska  | Laure Manaudou          | 16:42,17      |

### Leđni stil

#### 50 m leđno
| Mjesto | Država                 | Plivač                 | Vrijeme (s) |
| ------ | ---------------------- | ---------------------- | ----------- |
| 1.     | JAR                    | Gerhard Zandberg       | 24,98       |
| 2.     | Njemačka               | Thomas Rupprath        | 25,20       |
| 3.     | Ujedinjeno Kraljevstvo | Liam Tancock           | 25,23       |
| 4.     | Njemačka               | Steffen Driesen        | 25,29       |
| 5      | Ujedinjeno Kraljevstvo | Matthew Clay           | 25,32       |
| 6.     | Grčka                  | Aristeidis Grigoriadis | 25,52       |
| 7.     | Japan                  | Junya Koga             | 25,56       |
| 8.     | Australija             | Matt Welsh             | 25,61       |

| Mjesto | Država      | Plivačica              | Vrijeme (s) |
| ------ | ----------- | ---------------------- | ----------- |
| 1.     | SAD         | Leila Vaziri           | 28,16 (WR=) |
| 2.     | Bjelorusija | Aleksandra Herasimenja | 28,46       |
| 3.     | Australija  | Tayliah Zimmer         | 28,50       |
| 4.     | NR Kina     | Zhao Jing              | 28,54       |
| 5      | Japan       | Reiko Nakamura         | 28,64       |
| 6.     | NR Kina     | Gao Chang              | 28,70       |
| 7.     | Japan       | Mai Nakamura           | 28,86       |
| 8.     | Njemačka    | Janine Pietsch         | 28,87       |

#### 100 m leđno
| Mjesto | Država                 | Plivač              | Vrijeme (s) |
| ------ | ---------------------- | ------------------- | ----------- |
| 1.     | SAD                    | Aaron Peirsol       | 52,98 (WR)  |
| 2.     | SAD                    | Ryan Lochte         | 53,50       |
| 3.     | Ujedinjeno Kraljevstvo | Liam Tancock        | 53,61       |
| 4.     | Rusija                 | Arkadi Wjattschanin | 53,69       |
| 5      | Austrija               | Markus Rogan        | 53,78       |
| 6.     | JAR                    | Gerhard Zandberg    | 54,59       |
| 7.     | Australija             | Matt Welsh          | 54,65       |
| 8.     | Japan                  | Tomomi Morita       | 55,04       |

| Mjesto | Država     | Plivačica           | Vrijeme (min) |
| ------ | ---------- | ------------------- | ------------- |
| 1.     | SAD        | Natalie Coughlin    | 0:59,44 (WR)  |
| 2.     | Francuska  | Laure Manaudou      | 0:59,87       |
| 3.     | Japan      | Reiko Nakamura      | 1:00,40       |
| 4.     | Australija | Emily Seebohm       | 1:00,52       |
| 5      | Japan      | Hanae Ito           | 1:00,63       |
| 6.     | Ukrajina   | Iryna Amschennikowa | 1:00,79       |
| 7.     | Rusija     | Anastassija Sujewa  | 1:01,38       |
| 8.     | Australija | Tayliah Zimmer      | 1:02,68       |

#### 200 m leđno
| Mjesto | Država                 | Plivač              | Vrijeme (min) |
| ------ | ---------------------- | ------------------- | ------------- |
| 1.     | SAD                    | Ryan Lochte         | 1:54,32 (WR)  |
| 2.     | SAD                    | Aaron Peirsol       | 1:54,80       |
| 3.     | Austrija               | Markus Rogan        | 1:56,02       |
| 4.     | Rusija                 | Arkadi Wjattschanin | 1:57,14       |
| 5      | Rumunjska              | Răzvan Florea       | 1:57,31       |
| 6.     | Ujedinjeno Kraljevstvo | James Goddard       | 1:58,88       |
| 7.     | Japan                  | Tomomi Morita       | 1:59,14       |
| 8.     | Ujedinjeno Kraljevstvo | Gregor Tait         | 1:59,41       |

| Mjesto | Država                 | Plivačica          | Vrijeme (min) |
| ------ | ---------------------- | ------------------ | ------------- |
| 1.     | SAD                    | Margaret Hoelzer   | 2:07,16 (CR)  |
| 2.     | Zimbabve               | Kirsty Coventry    | 2:07,54       |
| 3.     | Japan                  | Reiko Nakamura     | 2:08,54       |
| 4.     | Francuska              | Esther Baron       | 2:09,59       |
| 5      | Japan                  | Hanae Ito          | 2:10,57       |
| 6.     | Mađarska               | Nikolett Szepesi   | 2:10,66       |
| 7.     | Ujedinjeno Kraljevstvo | Elizabeth Simmonds | 2:11,09       |
| 8.     | Italija                | Alessia Filippi    | 2:11,41       |

### Prsni stil

#### 50 m prsno
| Mjesto | Država     | Plivač                | Vrijeme (s) |
| ------ | ---------- | --------------------- | ----------- |
| 1.     | Ukrajina   | Oleh Lissohor         | 27,66       |
| 2.     | SAD        | Brendan Hansen        | 27,69       |
| 3.     | JAR        | Cameron van der Burgh | 27,88       |
| 4.     | Italija    | Alessandro Terrin     | 28,09       |
| 5      | Japan      | Kōsuke Kitajima       | 28,10       |
| 6.     | Izrael     | Michael Malul         | 28,19       |
| 7.     | Australija | Brenton Rickard       | 28,24       |
| 8.     | Ukrajina   | Walerij Dymo          | 28,27       |

| Mjesto | Država                 | Plivačica        | Vrijeme (s) |
| ------ | ---------------------- | ---------------- | ----------- |
| 1.     | SAD                    | Jessica Hardy    | 30,63       |
| 2.     | Australija             | Leisel Jones     | 30,70       |
| 3.     | SAD                    | Tara Kirk        | 31,05       |
| 4.     | Australija             | Tarnee White     | 31,14       |
| 5      | Njemačka               | Janne Schäfer    | 31,35       |
| 6.     | Novi Zeland            | Zoe Baker        | 31,79       |
| 7.     | Ujedinjeno Kraljevstvo | Kate Haywood     | 31,82       |
| 8.     | Švedska                | Rebecca Ejdervik | 31,86       |

#### 100 m prsno
| Mjesto | Država     | Plivač             | Vrijeme (min) |
| ------ | ---------- | ------------------ | ------------- |
| 1.     | SAD        | Brendan Hansen     | 0:59,80       |
| 2.     | Japan      | Kōsuke Kitajima    | 0:59,96       |
| 3.     | Australija | Brenton Rickard    | 1:00,58       |
| 4.     | Ukrajina   | Walerij Dymo       | 1:00,60       |
| 5      | Ukrajina   | Oleh Lissohor      | 1:00,83       |
| 6.     | Bugarska   | Michail Alexandrow | 1:01,17       |
| 7.     | Rusija     | Dmitri Komornikow  | 1:01,24       |
| 8.     | Norveška   | Alexander Dale Oen | 1:01,67       |

| Mjesto | Država                 | Plivačica         | Vrijeme (min) |
| ------ | ---------------------- | ----------------- | ------------- |
| 1.     | Australija             | Leisel Jones      | 1:05,72 (CR)  |
| 2.     | SAD                    | Tara Kirk         | 1:06,34       |
| 3.     | Ukrajina               | Anna Chlistunowa  | 1:07,27       |
| 4.     | SAD                    | Jessica Hardy     | 1:07,38       |
| 5      | Ujedinjeno Kraljevstvo | Kirsty Balfour    | 1:08,05       |
| 6.     | Australija             | Tarnee White      | 1:08,55       |
| 7.     | Ujedinjeno Kraljevstvo | Kate Haywood      | 1:08,72       |
| 8.     | Rusija                 | Jelena Bogomasowa | 1:08,96       |

#### 200 m prsno
| Mjesto | Država     | Plivač          | Vrijeme (min) |
| ------ | ---------- | --------------- | ------------- |
| 1.     | Japan      | Kōsuke Kitajima | 2:09,80       |
| 2.     | Australija | Brenton Rickard | 2:10,99       |
| 3.     | Italija    | Loris Facci     | 2:11,03       |
| 4.     | Italija    | Paolo Bossini   | 2:11,38       |
| 5      | SAD        | Eric Shanteau   | 2:11,50       |
| 6.     | Mađarska   | Dániel Gyurta   | 2:11,62       |
| 7.     | Kanada     | Michael Brown   | 2:12,01       |
| 8.     | Rusija     | Grigori Falko   | 2:12,16       |

| Mjesto | Država                     | Plivačica                     | Vrijeme (min) |
| ------ | -------------------------- | ----------------------------- | ------------- |
| 1.     | Australija                 | Leisel Jones                  | 2:21,84       |
| 2      | Ujedinjeno Kraljevstvo SAD | Kirsty Balfour Megan Jendrick | 2:25,94       |
| 4.     | JAR                        | Suzaan van Biljon             | 2:26,19       |
| 5      | NR Kina                    | Luo Nan                       | 2:27,55       |
| 6.     | Njemačka                   | Birte Steven                  | 2:28,13       |
| 7.     | Švedska                    | Sandra Jacobson               | 2:28,25       |
| 8.     | SAD                        | Tara Kirk                     | 2:28,67       |

### Leptir stil

#### 50 m leptir
| Mjesto | Država    | Plivač                | Vrijeme (s) |
| ------ | --------- | --------------------- | ----------- |
| 1.     | JAR       | Roland Schoeman       | 23,18       |
| 2.     | SAD       | Ian Crocker           | 23,47       |
| 3.     | Danska    | Jakob Sciøtt Andkjær  | 23,56       |
| 4.     | Venezuela | Albert Subirats Altes | 23,57       |
| 5      | Ukrajina  | Serhij Breus          | 23,61       |
| 6.     | Srbija    | Milorad Čavić         | 23,70       |
| 7.     | Švedska   | Lars Frölander        | 23,86       |
| 8.     | Slovenija | Peter Mankoč          | 24,14       |

| Mjesto | Država     | Plivačica             | Vrijeme (s) |
| ------ | ---------- | --------------------- | ----------- |
| 1.     | Švedska    | Therese Alshammar     | 25,91       |
| 2.     | Australija | Danni Miatke          | 26,05       |
| 3.     | Nizozemska | Inge Dekker           | 26,11       |
| 4.     | Švedska    | Anna-Karin Kammerling | 26,32       |
| 5      | SAD        | Rachel Komisarz       | 26,41       |
| 6.     | Austrija   | Fabienne Nadarajah    | 26,77       |
| 7.     | Singapur   | Li Tao                | 26,80       |
| 8.     | NR Kina    | Zhou Yafei            | 27,06       |

#### 100 m leptir
| Mjesto | Država    | Plivač                | Vrijeme (s) |
| ------ | --------- | --------------------- | ----------- |
| 1.     | SAD       | Michael Phelps        | 50,77       |
| 2.     | SAD       | Ian Crocker           | 50,82       |
| 3.     | Venezuela | Albert Subirats Altes | 51,82       |
| 4.     | JAR       | Lyndon Ferns          | 52,03       |
| 5      | Ukrajina  | Andrij Serdinov       | 52,23       |
| 6.     | Srbija    | Milorad Čavić         | 52,53       |
| 7.     | Rusija    | Nikolaj Skvorcov      | 52,54       |
| 8.     | Kenija    | Jason Dunford         | 52,70       |

| Mjesto | Država     | Plivačica         | Vrijeme (s) |
| ------ | ---------- | ----------------- | ----------- |
| 1.     | Australija | Lisbeth Lenton    | 57,15 (CR)  |
| 2.     | Australija | Jessicah Schipper | 57,24       |
| 3.     | SAD        | Natalie Coughlin  | 57,34       |
| 4.     | Nizozemska | Inge Dekker       | 58,30       |
| 5      | SAD        | Rachel Komisarz   | 58,34       |
| 6.     | Francuska  | Alena Popchanka   | 58,73       |
| 7.     | NR Kina    | Zhou Yafei        | 58,76       |
| 8.     | NR Kina    | Xu Yanwei         | 59,22       |

#### 200 m leptir
| Mjesto | Država      | Plivač             | Vrijeme (min) |
| ------ | ----------- | ------------------ | ------------- |
| 1.     | SAD         | Michael Phelps     | 1:52,09 (WR)  |
| 2.     | NR Kina     | Wu Peng            | 1:55,13       |
| 3.     | Rusija      | Nikolaj Skvorcov   | 1:55,22       |
| 4.     | Novi Zeland | Moss Burmester     | 1:55,35       |
| 5      | Japan       | Ryuichi Shibata    | 1:55,81       |
| 6.     | Poljska     | Paweł Korzeniowski | 1:55,87       |
| 7.     | Grčka       | Ioannis Drymonakos | 1:56,48       |
| 8.     | NR Kina     | Chen Yin           | 1:58,15       |

| Mjesto | Država     | Plivačica           | Vrijeme (min) |
| ------ | ---------- | ------------------- | ------------- |
| 1.     | Australija | Jessicah Schipper   | 2:06,39       |
| 2.     | SAD        | Kimberly Vandenberg | 2:06,71       |
| 3.     | Poljska    | Otylia Jędrzejczak  | 2:06,90       |
| 4.     | NR Kina    | Jiao Liuyang        | 2:07,22       |
| 5      | Kanada     | Audrey Lacroix      | 2:07,73       |
| 6.     | Japan      | Yuko Nakanishi      | 2:09,43       |
| 7.     | Slovenija  | Sara Isakovic       | 2:09,66       |
| 8.     | Francuska  | Aurore Mongel       | 2:13,61       |

### Mješovito

#### 200 m mješovito
| Mjesto | Država      | Plivač              | Vrijeme (min) |
| ------ | ----------- | ------------------- | ------------- |
| 1.     | SAD         | Michael Phelps      | 1:54,98 (WR)  |
| 2.     | SAD         | Ryan Lochte         | 1:56,19       |
| 3.     | Mađarska    | László Cseh         | 1:56,92       |
| 4.     | Brazil      | Thiago Pereira      | 1:58,98       |
| 5      | Kanada      | Brian Johns         | 1:59,46       |
| 6.     | Mađarska    | Tamás Kerékjártó    | 1:59,57       |
| 7.     | Litva       | Vytautas Janušaitis | 1:59,84       |
| 8.     | Novi Zeland | Dean Kent           | 2:00,73       |

| Mjesto | Država     | Plivačica           | Vrijeme (min) |
| ------ | ---------- | ------------------- | ------------- |
| 1.     | SAD        | Katie Hoff          | 2:10,13 (CR)  |
| 2.     | Zimbabve   | Kirsty Coventry     | 2:10,76       |
| 3.     | Australija | Stephanie Rice      | 2:11,42       |
| 4.     | SAD        | Whitney Myers       | 2:13,73       |
| 5      | Danska     | Julie Hjorth-Hansen | 2:14,05       |
| 6.     | Australija | Shayne Reese        | 2:14,89       |
| 7.     | Argentina  | Georgina Bardach    | 2:15,26       |
| 8.     | Kanada     | Julia Wilkinson     | 2:15,28       |

#### 400 m mješovito
| Mjesto | Država   | Plivač             | Vrijeme (min) |
| ------ | -------- | ------------------ | ------------- |
| 1.     | SAD      | Michael Phelps     | 4:06,22 (WR)  |
| 2.     | SAD      | Ryan Lochte        | 4:09,74       |
| 3.     | Italija  | Luca Marin         | 4:09,88       |
| 4.     | Mađarska | László Cseh        | 4:14,76       |
| 5      | Grčka    | Ioannis Drymonakos | 4:15,75       |
| 6.     | Grčka    | Vasileios Demetis  | 4:16,83       |
| 7.     | Mađarska | Tamás Kerékjártó   | 4:17,32       |
|        | Tunis    | Oussama Mellouli   | DSQ           |

| Mjesto | Država     | Plivačica           | Vrijeme (min) |
| ------ | ---------- | ------------------- | ------------- |
| 1.     | SAD        | Katie Hoff          | 4:32,89 (WR)  |
| 2.     | Rusija     | Jana Martinowa      | 4:40,14       |
| 3.     | Australija | Stephanie Rice      | 4:41,19       |
| 4.     | Australija | Jennifer Reilly     | 4:41,53       |
| 5      | SAD        | Ariana Kukors       | 4:41,87       |
| 6.     | NR Kina    | Yu Rui              | 4:44,49       |
| 7.     | Argentina  | Georgina Bardach    | 4:45,61       |
| 8.     | Danska     | Julie Hjorth-Hansen | 4:46,97       |

## Štafetna natjecanja

### 4x100 m slobodno
| Mjesto | Država     | Plivači                                                                          | Vrijeme (min) |
| ------ | ---------- | -------------------------------------------------------------------------------- | ------------- |
| 1.     | SAD        | - Michael Phelps - Neil Walker - Cullen Jones - Jason Lezak                      | 3:12,72 (CR)  |
| 2.     | Italija    | - Massimiliano Rosolino - Alessandro Calvi - Christian Galenda - Filippo Magnini | 3:14,04       |
| 3.     | Francuska  | - Fabien Gilot - Frederick Bousquet - Julien Sicot - Alain Bernard               | 3:14,68       |
| 4.     | JAR        |                                                                                  | 3:14,77       |
| 5      | Australija |                                                                                  | 3:15,89       |
| 6.     | Švedska    |                                                                                  | 3:16,09       |
| 7.     | Kanada     |                                                                                  | 3:16,91       |
| 8.     | Brazil     |                                                                                  | 3:17,03       |

| Mjesto | Država                 | Plivačice                                                                | Vrijeme (min) |
| ------ | ---------------------- | ------------------------------------------------------------------------ | ------------- |
| 1.     | Australija             | - Lisbeth Lenton - Melanie Schlanger - Shayne Reese - Jodie Henry        | 3:35,48 (CR)  |
| 2.     | SAD                    | - Natalie Coughlin - Lacey Nymeyer - Amanda Weir - Kara Lynn Joyce       | 3:35,68       |
| 3.     | Nizozemska             | - Inge Dekker - Ranomi Kromowidjojo - Femke Heemskerk - Marleen Veldhuis | 3:36,81       |
| 4.     | Njemačka               |                                                                          | 3:36,94       |
| 5      | Švedska                |                                                                          | 3:39,23       |
| 6.     | Francuska              |                                                                          | 3:40,09       |
| 7.     | NR Kina                |                                                                          | 3:40,48       |
| 8.     | Ujedinjeno Kraljevstvo |                                                                          | 3:40,49       |

### 4x200 m slobodno
| Mjesto | Država                 | Plivači                                                          | Vrijeme (min) |
| ------ | ---------------------- | ---------------------------------------------------------------- | ------------- |
| 1.     | SAD                    | - Michael Phelps - Ryan Lochte - Klete Keller - Peter Vanderkaay | 7:03,24 (WR)  |
| 2.     | Australija             | - Patrick Murphy - Andrew Mewing - Grant Brits - Kenrick Monk    | 7:10,05       |
| 3.     | Kanada                 | - Brian Johns - Brent Hayden - Richard Say - Andrew Hurd         | 7:10,70       |
| 4.     | Ujedinjeno Kraljevstvo |                                                                  | 7:11,28       |
| 5      | Italija                |                                                                  | 7:12,31       |
| 6.     | Rusija                 |                                                                  | 7:14,86       |
| 7      | Japan Poljska          |                                                                  | 7:17,46       |

| Mjesto | Država                 | Plivačice                                                         | Vrijeme (min) |
| ------ | ---------------------- | ----------------------------------------------------------------- | ------------- |
| 1.     | SAD                    | - Natalie Coughlin - Dana Vollmer - Lacey Nymeyer - Katie Hoff    | 7:50,09 (WR)  |
| 2.     | Njemačka               | - Meike Freitag - Britta Steffen - Petra Dallmann - Annika Lurz   | 7:53,82       |
| 3.     | Francuska              | - Alena Popchanka - Sophie Huber - Aurore Mongel - Laure Manaudou | 7:55,96       |
| 4.     | Australija             |                                                                   | 7:56,42       |
| 5      | Ujedinjeno Kraljevstvo |                                                                   | 7:57,02       |
| 6.     | Japan                  |                                                                   | 7:58,04       |
| 7.     | Švedska                |                                                                   | 8:02,34       |
| 8.     | Nizozemska             |                                                                   | 8:04,81       |

### 4x100 m mješovito
| Mjesto | Država                 | Plivači                                                                        | Vrijeme (min) |
| ------ | ---------------------- | ------------------------------------------------------------------------------ | ------------- |
| 1.     | Australija             | - Matt Welsh - Brenton Rickard - Andrew Lauterstein - Eamon Sullivan           | 3:34,93       |
| 2.     | Japan                  | - Tomomi Morita - Kōsuke Kitajima - Takashi Yamamoto - Daisuke Hosokawa        | 3:35,16       |
| 3.     | Rusija                 | - Arkadi Wjattschanin - Dmitri Komornikow - Nikolai Skworzow - Jewgeni Lagunow | 3:35,51       |
| 4.     | JAR                    |                                                                                | 3:35,92       |
| 5      | Ujedinjeno Kraljevstvo |                                                                                | 3:36,18       |
| 6.     | Italija                |                                                                                | 3:37,67       |
| 7.     | Francuska              |                                                                                | 3:37,85       |
| 8.     | Rumunjska              |                                                                                | 3:38,86       |

| Mjesto | Država                 | Plivačice                                                           | Vrijeme (min) |
| ------ | ---------------------- | ------------------------------------------------------------------- | ------------- |
| 1.     | Australija             | - Emily Seebohm - Leisel Jones - Jessicah Schipper - Lisbeth Lenton | 3:55,74 (WR)  |
| 2.     | SAD                    | - Natalie Coughlin - Tara Kirk - Rachel Komisarz - Lacey Nymeyer    | 3:58,31       |
| 3.     | NR Kina                | - Xutian Longzi - Luo Nan - Zhou Yafei - Xu Yanwei                  | 4:01,97       |
| 4.     | Ujedinjeno Kraljevstvo |                                                                     | 4:02,18       |
| 5      | Rusija                 |                                                                     | 4:03,32       |
| 6.     | Japan                  |                                                                     | 4:03,33       |
| 7.     | Njemačka               |                                                                     | 4:03,34       |
| 8.     | Švedska                |                                                                     | 4:06,16       |

## Objašnjenje kratica
- AF = afrički rekord
- AM = američki rekord
- AS = azijski rekord
- ER = europski rekord
- OC = oceanijski rekord
- OR = olimpijski rekord
- WR = svjetski rekord